# Yousra Ben Jemaâ
Pour les articles homonymes, voir Jemaa.
Yousra Ben Jemaâ, née le 22 août 1986 à Tunis, est une athlète handisport tunisienne, active principalement dans les épreuves de lancer.
Elle participe aux Jeux paralympiques d'été de 2008 à Pékin, où elle remporte une médaille de bronze au lancer du disque F32-34/51-53. Elle participe également au lancer du javelot F33-34/52-53, où elle termine à la cinquième place, et du poids F32-34/52-53, où elle termine à la quatorzième place.
Aux Jeux paralympiques d'été de 2012 à Londres, elle termine à la cinquième place au 100 m et au 200 m T34 et à la quatrième place au lancer du javelot F33-34/52-53. Elle termine à la sixième place du lancer du javelot F34 lors des Jeux paralympiques d'été de 2016 à Rio de Janeiro.